# 100 карбованців «Ігри XXII Олімпіади в Москві (Спортивний зал «Дружба»)»
Ігри XXII Олімпіади в Москві (Спортивний зал «Дружба») (рос. Игры XXII Олимпиады в Москве (Спортивный зал «Дружба»)) — золота ювілейна монета СРСР вартістю 100 карбованців, випущена 1 січня 1979 року. Монета присвячена XXII Літнім Олімпійським іграм у Москві, які відбулися з 19 липня по 3 серпня 1980 року — це були перші в історії Олімпійські ігри на території Східної Європи, а також перші Олімпійські ігри, проведені в соціалістичній країні. Частина змагань Олімпіади-1980 проводилася в інших містах Радянського Союзу, а саме: вітрильні регати стартували в Талліні; попередні ігри і чвертьфінали футбольного турніру відбулися в Києві, Ленінграді та Мінську; змагання з кульової стрільби пройшли на стрільбищі «Динамо» в підмосковних Митищах. Ігри відомі тим, що понад 50 країн бойкотували Олімпіаду в зв'язку з введенням в 1979 році радянських військ в Афганістан. Деякі спортсмени з країн, що бойкотували Ігри, все ж приїхали в Москву і виступали під олімпійським прапором. Цей бойкот став однією з основних причин відповідного бойкоту Радянським Союзом та низкою його союзників наступних літніх Олімпійських ігор в Лос-Анджелесі в 1984 році.

## Тематика
Спортзал «Дружба» розташовується на набережній Москви-ріки, недалеко від станції метро «Воробйови гори», і нагадує за формою морську зірку. Центральний ігровий зал (40 х 40 м, заввишки 20 м) оточений з чотирьох сторін трибунами, верхні з яких є стаціонарними, а нижні легко прибираються, зрушуючи «гармошкою». Таким чином, створюються різні види майданчиків, а місткість залу варіюється від 1700 до 3500 осіб. Сьогодні тут проводяться змагання з міні-футболу, волейболу та баскетболу, спортивних танців, художньої гімнастики; міжнародні та російські турніри з різних видів єдиноборств (карате, дзю-до, бокс, самбо), а також корпоративні заходи, конференції, концерти.

## Історія
Починаючи з 1977 року, в СРСР проводилося карбування ювілейних і пам'ятних золотих монет, присвячених різним подіям. Ці монети в обіг не надходили і йшли в основному на експорт. Ювілейні та пам'ятні монети приймалися в будь-якому магазині за номінальною вартістю.
У 1977–1980 роках на честь Олімпіади-80, що проходила в Москві, були викарбувані перші монети з дорогоцінних металів. В обіг була випущена серія з 39 пам'ятних монет зі срібла, золота і платини, які користувалися на міжнародному нумізматичному ринку заслуженою популярністю. Випуск цих монет привернув увагу широкого кола нумізматів у всьому світі. Монети зі срібла (28 монет) номіналом 5 і 10 карбованців були об'єднані в шість серій: «Географічна серія», «Швидше», «Вище», «Сильніше», «Спорт і грація», «Народні види спорту». На монетах із золота номіналом 100 карбованців (6 монет) зображені різні спортивні споруди, види спорта і пам'ятки міст СРСР у яких видбулися ігри. Вперше в практиці випуску пам'ятних олімпійських монет в СРСР на честь Ігор XXII Олімпіади в Москві було випущено 5 пам'ятних монет з платини номіналом 150 карбованців. Олімпійська серія мала великі для монет з дорогоцінних металів тиражі (від 40 тисяч штук платинових монет до 450 тисяч срібних).
Монети карбувалися на Московському монетному дворі (ММД).

## Опис та характеристики монети
| Номінал крб. | Метал  | Проба | Маса (гр) | Діаметр (мм) | Товщина (мм) | Гурт                    | Тираж штук                 |
| ------------ | ------ | ----- | --------- | ------------ | ------------ | ----------------------- | -------------------------- |
| 100          | золото | 900   | 17.45     | 30           | 1.8          | рубчастий (240 рифлень) | 91,506 (анц) 38,003 (пруф) |

### Аверс
Зверху герб СРСР з 15 витками стрічки, ліворуч від нього літери «СС», праворуч «СР», нижче подвійна риса, під нею позначення номіналу монети цифра «100» і нижче слово «РУБЛЕЙ».

### Реверс
Зверху уздовж канта слова «ИГРЫ XXII ОЛИМПИАДЫ», нижче зліва монограма монетного двору «ММД», в середині спортивний зал «Дружба», нижче праворуч рік випуску монети «1979», знизу біля краю монети розділені крапкою слово «МОСКВА» і рік проведення XXII олімпіади «1980».

### Гурт
Рубчастий (240 рифлень).

## Автори
- Художник: В. А. Єрмаков
- Скульптор: С. М. Іванов, І. С. Комшилов